# Basilica vetus
La cattedrale di Santa Maria Maggiore (nomi originari paleocristiani basilica vetus o basilica minor) fu una delle prime chiese di Milano, edificio religioso più importante della città prima della costruzione del Duomo di Milano. La basilica vetus venne progressivamente demolita a partire dal 1386 proprio per poter permettere la costruzione del moderno Duomo di Milano. La basilica vetus, insieme ai vicini basilica maior (poi ridenominata basilica di Santa Tecla), battistero di San Giovanni alle Fonti e battistero di Santo Stefano alle Fonti, formava il "complesso episcopale". La presenza di due basiliche molto ravvicinate era infatti comune nel Nord Italia durante l'età costantiniana e si poteva trovare, in particolare, in città sedi vescovili.
La basilica vetus si trovava dove sorge ora la zona absidale posteriore del moderno Duomo di Milano. La sua costruzione iniziò nel 314 in epoca romana tardoimperiale, un anno dopo l'editto di Milano, che concesse a tutti i cittadini, quindi anche ai cristiani, la libertà di onorare le proprie divinità. Fu quindi la prima basilica paleocristiana di Milano realizzata dopo questo editto, da cui il nome (vetus in latino vuol dire "antico"), venendo edificata nel periodo in cui la città romana di Mediolanum (la moderna Milano) era capitale dell'Impero romano d'Occidente (ruolo che ricoprì dal 286 al 402).
Il rifacimento dell'antica basilica vetus in chiave più moderna si deve al vescovo Angilberto I, che cambiò nome alla chiesa in cattedrale di Santa Maria Maggiore, con i lavori che si conclusero durante l'episcopato del suo successore Angilberto II, che la riconsacrò nell'836. Con queste modifiche in stile romanico e gotico l'antica basilica si trasformò in una cattedrale vera e propria, dove si svolgevano molteplici funzioni religiose.
Della basilica vetus sono giunti sino a noi solo i resti del muro della facciata rifatta nel IX secolo in stile romanico e probabilmente tra il 1370 e il 1380, sito archeologico che si trova in alcuni locali della Veneranda Fabbrica del Duomo e che non è aperto al pubblico.

## Mappa della Milano paleocristiana

Mappa dell'antica Milano romana (Mediolanum) (secoli III-V) con indicate le mura e le porte romane di Milano, il foro romano di Milano, il teatro romano di Milano, l'anfiteatro romano di Milano, il circo romano di Milano, l'area del palazzo imperiale romano di Milano (in rosa più tenue), la zecca romana di Milano, le terme Erculee, il mausoleo imperiale di Milano, la via Porticata con l'arco trionfale, i magazzini annonari romani di Milano (lat. horrea), il porto fluviale romano di Milano, i castelli romani di Milano e le basiliche paleocristiane di Milano

## Storia

### La basilica paleocristiana

L'antica Milano romana (Mediolanum) sovrapposta alla Milano moderna. Il rettangolo più chiaro al centro, leggermente sulla destra, rappresenta la moderna piazza del Duomo, mentre il moderno Castello Sforzesco si trova in alto a sinistra, appena fuori dal tracciato delle mura romane di Milano. Al centro, indicato in rosso salmone, il foro romano di Milano, mentre in verde il quartiere del palazzo imperiale romano di Milano

La cattedrale di Santa Maria Maggiore (nome originario paleocristiano basilica vetus) venne innalzata in epoca romana tardoimperiale nel periodo in cui la città romana di Mediolanum (la moderna Milano) fu capitale dell'Impero romano d'Occidente (ruolo che ricoprì dal 286 al 402). La sua costruzione iniziò nel 314, un anno dopo l'editto di Milano, che concesse a tutti i cittadini, quindi anche ai cristiani, la libertà di onorare le proprie divinità, venendo iniziata durante il vescovado di Mirocle e terminata sotto il suo successore, il vescovo Materno.
Fu quindi la prima basilica paleocristiana di Milano realizzata dopo l'editto di Milano, da cui il nome (vetus in latino vuol dire "antico"). La basilica vetus, edificio religioso più importante della città prima della costruzione del Duomo di Milano, si trovava dove sorge ora la zona absidale posteriore del moderno Duomo, centrata sotto la sacrestia aquilonare, ovvero proprio sotto la parte più antica del duomo stesso.

### Il complesso episcopale
Fino alla costruzione del Duomo attuale, la basilica vetus, poi ampliata nella cattedrale di Santa Maria Maggiore, ebbe la funzione di cattedrale invernale dell'arcidiocesi di Milano, mentre la vicina e più grande basilica maior, da cui il nome, poi ridenominata basilica di Santa Tecla, che sorgeva nell'attuale piazza del Duomo di fronte al moderno Duomo, era la cattedrale estiva.
Tra le due chiese, in corrispondenza della moderna entrata al Duomo di Milano, sorgeva il battistero di San Giovanni alle Fonti, mentre a nord della cattedrale di Santa Maria Maggiore, in corrispondenza della moderna sacrestia settentrionale dell'attuale Duomo, era presente il piccolo battistero di Santo Stefano alle Fonti. Era quindi un sistema doppio di basiliche, superato con la costruzione dell'attuale Duomo. La presenza di due basiliche molto ravvicinate era comune nel Nord Italia durante l'età costantiniana e si poteva trovare, in particolare, in città sedi vescovili come Milano, Pavia, Cremona, Bergamo, Brescia, Como e Vercelli.
Oltre alle due basiliche, il cosiddetto "complesso episcopale" di Milano era formato anche dal Palazzo Arcivescovile, da alcuni edifici destinati a funzione amministrativa e residenziale per il clero e da un ospizio per anziani.
Per realizzarlo, furono demoliti edifici preesistenti, sia pubblici che privati. In epoca romana tardoimperiale il complesso episcopale era il centro religioso della città, con il palazzo imperiale romano di Milano che lo era da un punto di vista civile.
Fu in questo periodo che l'antico cardo maximus della Mediolanum romana (corrispondente alle moderne vie Nerino, Cantù e Santa Margherita) perse importanza a favore di un altro asse viario (corrispondente alla moderna via Torino), che un tempo era secondario e che collegava il complesso episcopale con il palazzo imperiale. Il più antico documento che cita il complesso episcopale di Milano è datato 386 ed è stato redatto da sant'Ambrogio.

### Il rifacimento e la trasformazione in cattedrale

Il complesso episcopale di Milano sovrapposto alla moderna piazza del Duomo. Il complesso episcopale, che fu demolito per poter permettere la costruzione del Duomo di Milano, era costituito dalla basilica di Santa Tecla (nomi originari paleocristiani basilica maior o basilica nova), il battistero di San Giovanni alle Fonti, la cattedrale di Santa Maria Maggiore (nomi originari paleocristiani basilica vetus o basilica minor) e il battistero di Santo Stefano alle Fonti

Il rifacimento dell'antica basilica vetus in chiave più moderna si deve al vescovo Angilberto I, che cambiò nome alla chiesa in cattedrale di Santa Maria Maggiore, con i lavori che si conclusero durante l'episcopato del suo successore Angilberto II, che la riconsacrò nell'836. Con queste modifiche in stile romanico e gotico l'antica basilica si trasformò in una cattedrale vera e propria, dove si svolgevano molteplici funzioni religiose come l'istruzione dei catecumeni, i sacramenti e alcune attività vescovili.
La cattedrale di Santa Maria Maggiore, poco dopo la nuova intitolazione, essendo più piccola della vicina basilica maior (divenuta "basilica di Santa Tecla" nell'XI secolo), diventò l'edificio religioso usato nei mesi invernali mentre la basilica maior, come già accennato, era utilizzata nei mesi estivi, con il trasferimento delle attività religiose tra i due edifici sacri, chiamato transmigratio, che era contraddistinto da grande solennità. In particolare, la transmigratio si effettuava in due periodi dell'anno, nella terza domenica di ottobre e alla vigilia di Pasqua, con un richiamo alla Pasqua ebraica, che ricorda la liberazione del popolo ebraico dall'Egitto e il suo esodo verso la Terra Promessa. C'era però un evento che poteva avvenire solo nella cattedrale di Santa Maria Maggiore: l'elezione del vescovo di Milano da parte del capitolo.
Già dal IV secolo, ai tempi della costruzione della basilica vetus e della basilica maior, erano presenti due battisteri, il battistero di San Giovanni alle Fonti e il battistero di Santo Stefano alle Fonti, con il primo che si trovava tra le due basiliche in corrispondenza della moderna entrata al Duomo di Milano, e il secondo, che era più piccolo e che era situato in corrispondenza della moderna sacrestia settentrionale del Duomo. In origine il battistero di San Giovanni alle Fonti era utilizzato per battezzare gli uomini, mentre il battistero di Santo Stefano alle Fonti era usato per battezzare le donne, fermo restando che con il passare dei decenni la distinzione si stemperò, visto che divenne comune il battesimo durante l'infanzia. Entrambi furono restaurati e ammodernati durante i lavori di rifacimento della basilica vetus.

### L'età viscontea e il cantiere per il Duomo
Azzone Visconti dotò la basilica di un grandioso campanile, forse a base ottagonale, collocato sull'angolo nord-occidentale. Malrealizzato, crollò tuttavia rovinosamente nel 1353 danneggiando la facciata, che venne probabilmente ricostruita tra il 1378 e il 1380, in uno stile vagamente veneziano, simile a quello di Jacobello e Pierpaolo dalle Masegne.
Con l'avvio nel 1386 del cantiere per la nuova cattedrale, l'edificio venne parzialmente demolito a partire dalla sua parte orientale e i materiali di spoglio più pregiati venivano conservati per un futuro utilizzo e trasportati nella vicina Santa Tecla. L'altare venne mantenuto al suo posto, mentre per il resto la basilica venne utilizzata come magazzino. La cappella Sant'Agnese ad esempio, che celebrava la vittoria dei Visconti nella battaglia di Desio del 1277, venne utilizzata per l'ammasso della calcina. Contro la facciata, vennero realizzati degli edifici funzionali al cantiere: alla fine del 1387, ad esempio, era stato eretto esternamente un edificio in legno, coperto di tegole, per dare riparo agli scalpellini nei giorni di pioggia; non distante vi era invece un magazzino per il legname, al di sopra del quale nel 1391 sarebbe stata ricavata una sala per gli ingegneri. A ridosso della porta centrale e dei leoni monumentali che la adornavano vennero eretti due casotti di legno, uno destinato ad abitazione, l'altro a bottega dove venivano rivenduti gli oggetti e i vestiti donati alla Fabbrica del Duomo. Sorte non diversa ebbe il campanile eretto sull'angolo meridionale, probabilmente in seguito al crollo del 1353: già nel 1387 era stato tramezzato e al suo interno erano state ricavati alcuni alloggi per scalpellini e ingegneri (i primi in stanze condivise, i secondi in camere singole). Una scala esterna garantiva l'accesso agli alloggi così ricavati.
A fronte forse dei tempi lunghi che stava assumendo il cantiere della nuova cattedrale, nel marzo del 1395 venne deciso di non procedere alla demolizione della vecchia basilica, che venne resa di nuovo utilizzabile nel giro di poche settimane: la cappella di Sant'Agnese venne sgomberata dai materiali di costruzione e restaurata; le costruzioni provvisorie maggiormente impattanti vennero smantellate o trasferite altrove. Tra il 1398 e il 1399 venne addirittura eretta una piccola torre campanaria al sommo della facciata, sormontata in cima da una palla di rame dorato e da una bandiera metallica. Vi vennero trasferite le campane del vecchio campanile e ne vennero fatte fondere di nuove, in sostituzione di quella ritenuta inutile e venduta nel 1391 e dell'altra, guastata, che era stata fusa per la costruzione di uno dei falconi utilizzati nel sollevamento dei materiali destinati al cantiere. Il precedente campanile venne al contempo sgomberato e reimpiegato per gli arredi e i libri della sacrestia. Nel 1401 una delle stanze venne destinata al responsabile della biblioteca; le altre a partire dal 1410 a notai arcivescovili.
In vista dell'arrivo a Milano di Papa Martino V per la consacrazione dell'altare maggiore della nuova cattedrale in costruzione, vennero definitivamente abbattuti i resti dell'abside lasciati fino in quel momento in piedi per proteggere il vecchio altare. Nel frattempo tra l'11 e il 12 ottobre l'altare - dopo essere stato spostato - aveva trovato la sua collocazione definitiva al centro della nuova crociera della nuova cattedrale.

## L'edificio
La cattedrale di Santa Maria Maggiore era divisa da tre navate con soffitto a capriata. Era dotata di un deambulatorio che contornava l'altare maggiore e di un atrio d'ingresso, mentre esternamente era presente un quadriportico. Era anche provvista di un atrio laterale dove erano situate le scuole del clero. La dimensioni totali della cattedrale di Santa Maria Maggiore erano di 65 m x 30 m.

## Resti
Della basilica vetus sono giunti sino a noi solo i resti del muro della facciata, sito archeologico che si trova in alcuni locali della Veneranda Fabbrica del Duomo e che non è aperto al pubblico. Sono invece aperti al pubblico i siti archeologici che conservano i resti della basilica maior, del battistero di San Giovanni alle Fonti e del battistero di Santo Stefano alle Fonti, che si trovano nei sotterranei del moderno Duomo di Milano.